# Carhess Creek
Carhess Creek är ett vattendrag i Kanada.   Det ligger i provinsen Ontario, i den sydöstra delen av landet, 500 km väster om huvudstaden Ottawa.
I omgivningarna runt Carhess Creek växer i huvudsak blandskog. Runt Carhess Creek är det glesbefolkat, med 18 invånare per kvadratkilometer.